# مطالعه طولی
مطالعهٔ طولی به دسته‌ای از مطالعات مشاهده‌ای گفته می‌شود که در آن گروه مورد، در طول زمان، مورد مطالعه قرار می‌گیرد. مطالعات طولی در مقابل مطالعات مقطعی مطرح می‌شوند.
مطالعات طولی مشاهدهٔ مکرر یک متغیر را در بازه های زمانی کوتاه مدت یا بلند مدت شامل می‌شوند. از این دسته مطالعات مشاهده ای در پژوهش‌های روان‌شناسی بالینی برای مطالعهٔ تغییرات سریع رفتار، افکار و عواطف استفاده می‌شود. هم چنین در روان‌شناسی رشد می‌توان به منظور مطالعهٔ الگوهای رشدی در طول زندگی از این نوع مطالعات استفاده کرد. در جامعه‌شناسی برای بررسی رویدادهای طول زندگی یا نسل‌ها به کار برده می‌شود و در حوزه رفتار مصرف‌کننده و انتخابات سیاسی نیز در مطالعه الگوی مصرف به کار می‌آید. این دسته از مطالعات معمولاً به بررسی یک گروه از افراد می‌پردازند لذا تفاوت‌های مشاهده شده به ندرت تحت تأثیر تفاوت فرهنگی قرار می‌گیرند.